# غلينفيل (جورجيا)
غلينفيل (بالإنجليزية: Glennville, Georgia)‏ هي مدينة تقع في مقاطعة تاتنال، جورجيا بولاية جورجيا في الولايات المتحدة. تبلغ مساحة هذه المدينة 17.1 (كم²)، وترتفع عن سطح البحر 52 م، بلغ عدد سكانها 5173 نسمة في عام 2010 حسب إحصاء مكتب تعداد الولايات المتحدة.

## وصلات خارجية
- Cities & Counties - Georgia.gov